# بخش کونگسور
بخش کونگسور (به سوئدی: Kungsörs kommun) یک ناحیه شهری در سوئد است که در شهرستان وستمانلاند واقع شده‌است.

## خواهرخوانده
شهر Spydeberg خواهرخواندهٔ بخش کونگسور هست.